# László Huzsvár
Ladislav Hužvar - László Huzsvár (madžarsko László Huzsvár) - je bil madžarski rimskokatoliški duhovnik in zrenjaninski škof; * 21. februar 1931 Horgoš (Vojvodina, Srbija, Jugoslavija) † 10. december 2016 Subotica (Vojvodina, Srbija).

## Življenjepis
Osnovno šolo je Huzsvár končal v rojstnem kraju Horgošu in bližnjem Segedinu, gimnazijo v Senti, nato pa študiral teologijo na Katoliški bogoslovni fakulteti v Zagrebu. Duhovniško posvečenje mu je podelil v Subotici 29. junija 1957 apostolski upravitelj Matiša Zvekanović. 
Duhovniško službo je začel kot kaplan v slovaški fari Selenči, kjer je pol vernikov katoliške, pol pa evangeličanske veroizpovedi - a v obeh farah v cerkvi uporabljajo le slovaščino; jezik mu ni delal težav, saj je bila njegova babica Slovakinja. 1958 je postal škofov tajnik in stolni kaplan v Subotici, ter vikar  v Kelebiji. 21. avgusta 1961 pa je postal župnik v Vrbasu. Poleg tega je poučeval tudi v malem semenišču Paulinumu v Subotici.
Od 1970 je postal župnik v župniji Imena Marijinega v Novem Sadu, dekan in papeški prelat. 
Poleg službe je organiziral več romanj (Avstrija, Rim, marijanska svetišča, Grčija).

### Škof
8. januarja 1988 ga je papež Janez Pavel II. imenoval za prvega rednega škofa škofije Zrenjanin (Bečkerek); v škofa je bil posvečen 14. februarja 1988. Za časa njegovega delovanja je Cerkev dobila nove možnosti. On se je že kot duhovnik izkazal v tiskanju in širjenju nabožnih knjig in časopisov. Tokrat - po demokratičnih spremembah 5. oktobra 2000 - pa je poleg župnijskega verouka nastala možnost, da izbirajo otroci tudi v šoli verouk kot obvezni izborni predmet – ali pa se prijavijo za državljansko vzgojo. V tem času so slovenski salezijanci v Mužlji zgradili fantovski dijaški dom "Emavs", ki je v začetku lahko sprejel okrog 70 fantov. Zaradi velikega izseljevanja zlasti mladih druűin v tujino, predvsem v Nemčijo, je padlo število gojencev na 40 v letu 2024, ko so slovenski salezijanci zapustili Mužljo in so na njihovo mesto prišli madžarski verbiti. Zavod je prišel v civilne roke in je sedaj njegov ravnatelj Ferenc Gabona. Število gojencev se je celo povečalo in oglašajo se tudi novi duhovni poklici - česar prej ni bilo zaznati.  
Šolske sestre notredamke pa so malo pred tem odprle tudi dijaški dom za srednješolska dekleta "Karolina Szathmáry"; iz ulice Cara Dušana 59 se je preselil v središče, v stavbo Srednje medicinske šole, ki so jo sestre v tem času dobile nazaj kot vrnitev nacionalizirane stavbe. Pozneje je stavbo sestrinsko vodstvo iz Budimpešte prodalo škofiji. 
Njegova služba je potekla sicer že 21. januarja 2006, kajti vsak škof mora dati odpoved z napolnjenim 75. letom starosti - a vendar mu je Benedikt XVI. kljub sprejeti odpovedi na njegovo posebno prošnjo opravljanje službe podaljšal vse do 30. junija 2007, da je lahko zlati jubilej svojega duhovništva proslavil še kot redni škof.

## Smrt in spomin

### Bolezen, smrt in pogreb
Nekaj časa je stanoval v škofijskem dvorcu; sredi zime pa se je moral po naslednikovem ukazu preseliti v svoj domači kraj v svojo hišo v Horgošu. Bolehal je za srčno oslabelostjo že prej; polagoma se mu je stanje slabšalo in je umrl v Subotici 10. decembra 2016. Njegove posmrtne ostanke so položili v grobnico, ki si jo je sam pripravil že za življenja  v Bečkereški stolnici.

### Odlikovanja
- 2006: Fraknói Vilmos-díj[8]
- 2007: A Magyar Köztársasági Érdemrend tisztikeresztje[9]
- 2012: Táncsics Mihály-díj[10]

## Slikovna zbirka
- Škof Ladislav blagoslavlja ljudstvo pred birmo
- Škof in duhovniki - prvi je škofov sorodnik in član ŽPS +Tomislav Bokan
- Škofovsko posvečenje v Bečkereku se je začelo s slovesno procesijo. [11]
- Ob stoletnici mužljanske cerkve se je škof Hužvar srečal z osebnostmi iz javnega življenja[12]
- Fotograf Sanyi Palkovics pripravlja birmance
- Škof z birmanci 1. junija 2004 v Bečkereški stolnici
- Škof je posvetil dva diakona v duhovnika - somaševanje
- Škof je posvetil 6. januarja 2007 dva diakona - Agnus Dei[13]

### Spomin
(madžarsko)
- Emlékmise és koszorúzás MSGR. HUZSVÁR LÁSZLÓ 90. születésnapja alkalmából – Nagybecskereki Egyházmegye (catholic-zr.org.rs) SZERZŐ: NAGYBECSKEREKI EGYHÁZMEGYEI SAJTÓIRODA · 2021. FEBRUÁR 21, VASÁRNAP
- Huzsvár lászló baráti kör | keresztény értelmiségi kör | keresztény értelmiségi kör (kek.org.rs)
- Felcím: Huzsvár László püspök Cím: Sajtóapostoból apostolutód (1. rész) Szerdahelyi Csongor beszélgetése Huzsvár László (1931-2016) nyugalmazott nagybecskereki megyéspüspökkel 2012-ben (kek.org.rs)

| Nazivi Rimskokatoliške cerkve          | Nazivi Rimskokatoliške cerkve           | Nazivi Rimskokatoliške cerkve |
| -------------------------------------- | --------------------------------------- | ----------------------------- |
| Predhodnik: apostolski upravitelj Jung | škof v Zrenjaninu (Bečkereku) 1988–2007 | Naslednik: škof Német         |